# Église Saint-Laurent de Saint-Laurent-des-Arbres
L'église Saint-Laurent de Saint-Laurent-des-Arbres est une église romane fortifiée située à Saint-Laurent-des-Arbres dans le département français du Gard en région Occitanie.

## Toponymie
L'église Saint-Laurent apparaît dès 919 sous le nom d'Ecclesia Sancti Laurentii de Arboribus, dans l'acte de donation de l'église à l'évêque d'Avignon Fulcherius par Laudoyn et sa femme Eiglenracla.
En 1232, le château de Saint-Laurent-des-Arbres est mentionné sous le nom de Castrum Sancti Laurentii ab arboribus dans l'acte de vente qui le cède à l'évêque d'Avignon.
Ultérieurement, le village de Saint-Laurent-des-Arbres est mentionné sous le nom de Locus Sancti Laurentii de Arboribus en 1321 et de Locus de Sancto Laurencio de Arboribus en 1332 et 1384. Plus tard encore, il apparaît sous le nom de Sanctus Laurentius de Arboribus diocesis Avinionensis. Ce n'est qu'à partir de 1550 qu'il est mentionné sous le nom de Saint-Laurent-des-Arbres.

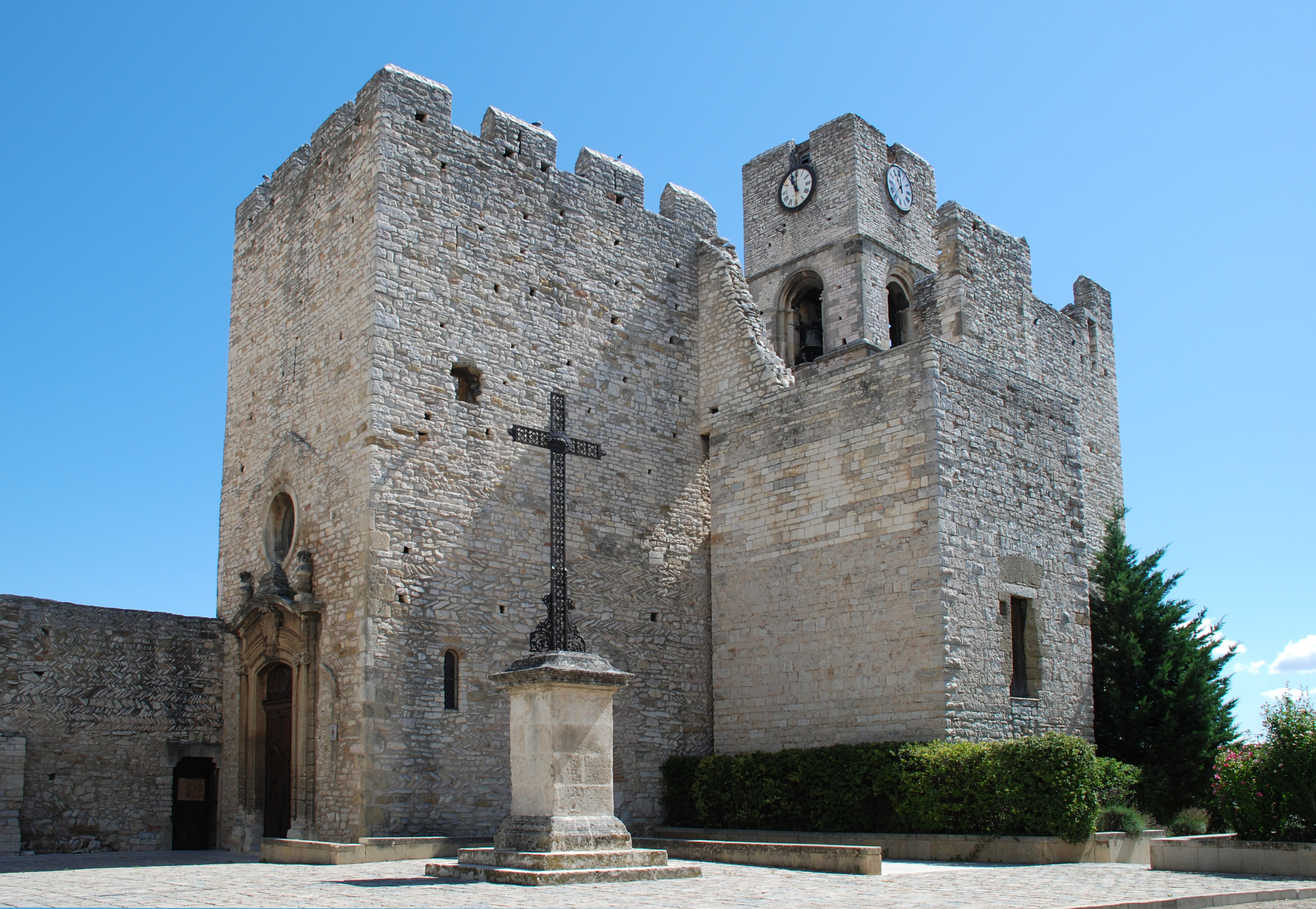
La nef, le Casai et la tour de la croisée.

## Historique
Après le démembrement de l'empire de Charlemagne, le sud-est est Gaule forme le Royaume de Bourgogne cisjurane, ou Royaume de Provence : le comté d'Avignon, dont Saint-Laurent-des-Arbres faisait partie, appartient alors à ce royaume.
Antérieurement au Xe siècle, une dame Eintligarde achète les possessions de l'église Saint-Laurent en même temps que l'église de Lirac et les transmet à ses héritiers. En 919, sous le règne du roi de Provence Louis l'Aveugle, Laudoyn, fils de cette femme, et son épouse Eiglenracla font donation de ces biens à l'église-mère d'Avignon : c'est ainsi que l'évêque d'Avignon Fulcherius (Foulques II) entre en possession de l'église Saint-Laurent,. L'acte de donation ne donne aux évêques d'Avignon que l'église et les biens qui en dépendent mais il ne mentionne ni le village ni le château, qui ne deviendront que plus tard la propriété de l'évêque d'Avignon.
Les plus anciennes parties de l'église Saint-Laurent actuelle sont construites au début du XIe siècle, sous la forme d'une nef et d'une chapelle latérale. D'importantes augmentations sont datées de la seconde moitié du XIIe siècle (coupole) puis du XIVe siècle (fortifications).
En 1232, l'évêque d'Avignon, dont les prédécesseurs possédaient déjà l'église depuis 919, devient également propriétaire du village et du château attenant à l'église (castrum Sancti Laurentii ab arboribus) dont les évêques d'Avignon n'étaient alors que les suzerains,, par la vente des seigneurs de la famille de Sabran en 1232. Un peu plus tard, en 1255, il devient également propriétaire de la tour connue aujourd'hui sous le nom de Tour de Ribas.
Le château est surélevé au XIVe siècle et « de la même époque date aussi la fortification de l'église, qui devint ainsi une autre forteresse, doublant le château et réunie à celui-ci ». Cette fortification correspond à une grande campagne de mise en défense des biens de l'église du sud-est de la France voulue par la papauté d'Avignon, sous la direction du cardinal Anglic Grimoard.
Au temps des guerres de Religion, la forteresse de Saint-Laurent-des-Arbres (dont l'église fait partie) est prise à deux reprises en 1562 par les protestants : une première fois par les calvinistes et une seconde fois par le baron des Adrets. Elle est réparée par la communauté villageoise lors des troubles occasionnés par Gaston d'Orléans autour de 1630-32, puis entretenue jusqu'au début du XVIIIe siècle.
Saint-Laurent-des-Arbres appartenait à la viguerie de Roquemaure, une viguerie du diocèse d'Uzès qui comprenait quatorze villages : Les Essarts, Lirac, Montfaucon, Pouzilhac, Pujaut, Rochefort, Roquemaure, Saint-Geniès-de-Comolas, Saint-Hilaire-d'Ozilhan, Saint-Laurent-des-Arbres, Sauveterre, Saze, Tavel et Valliguières. 
Le village appartenait au diocèse d'Uzès pour le temporel mais au diocèse d'Avignon pour le spirituel : l'archevêque d'Avignon était prieur et seigneur de Saint-Laurent-des-Arbres. 
À la Révolution, le curé de la paroisse, Liotard, refuse de prêter le serment exigé par la Constitution civile du clergé de 1790 et doit s'exiler.
En 1821, la paroisse de Saint-Laurent-des-Arbres est réunie au diocèse de Nîmes.
De lourdes restaurations en 1888 ont perturbé l'apparence romane de la nef, déjà en partie masquée par les fortifications gothiques.

## Statut patrimonial et restauration
Selon Jean Vallery-Radot, la nef a subi en 1888 une « restauration désastreuse ».
Peu après, le 28 mars 1892, l'église a fait l'objet d'un classement au titre des monuments historiques.

## Architecture extérieure

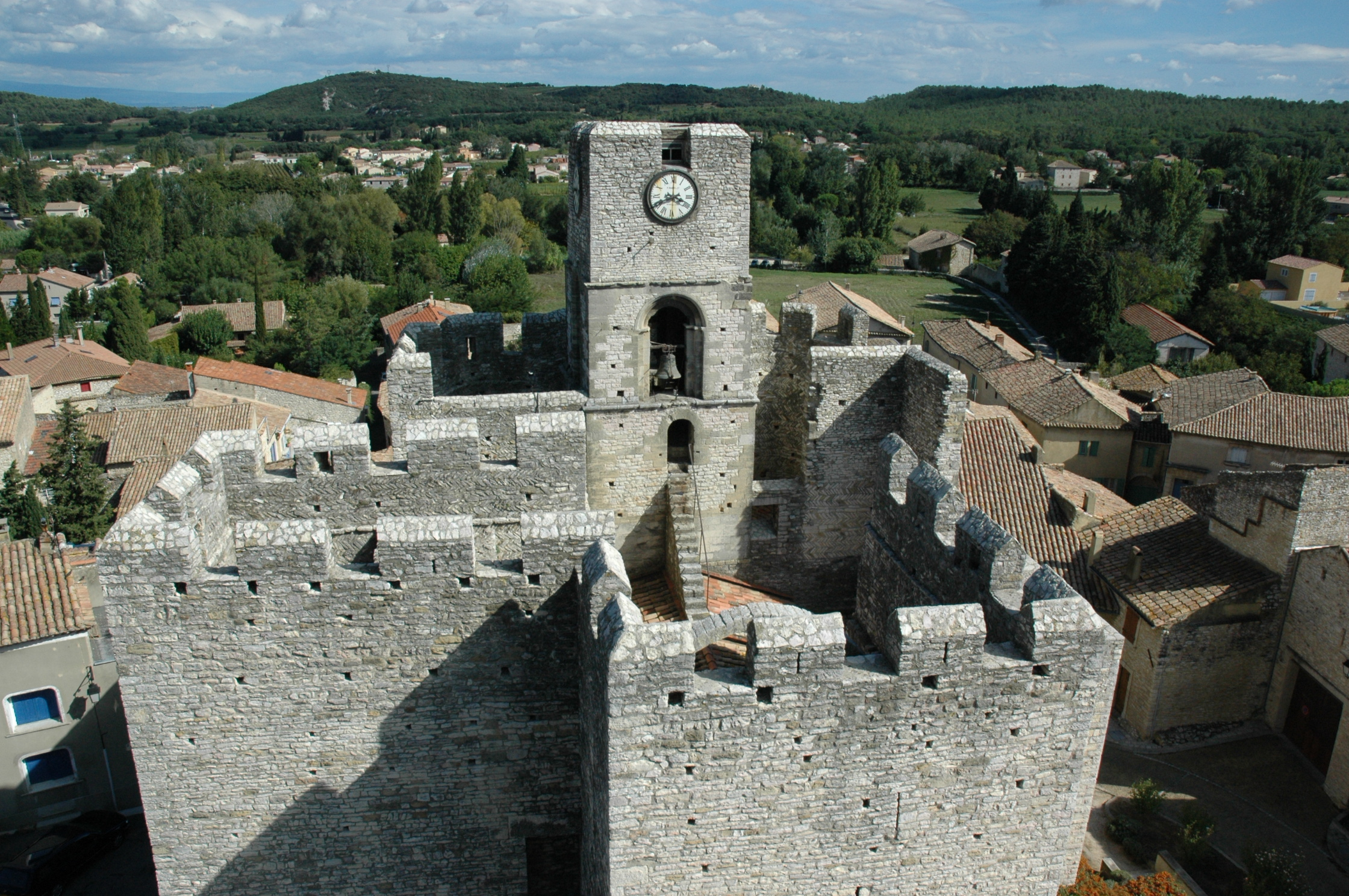
Les créneaux de l'église fortifiée vus du donjon.

### Plan et description
Le plan de l'église originelle de 1150 comporte une nef de quatre travées, une abside et deux absidioles en hémicycle. La nef est flanquée au nord de deux annexes d'époques différentes, datées respectivement de la seconde moitié du XIIe siècle et du XIVe siècle. La tour qui s'élève au sud de la nef, appelée le Casai, en est séparée par un étroit espace de 35 cm.
L'église est presque entièrement construite en moellons, la pierre de taille se cantonnant à l'encadrement des baies, à une partie des chaînages d'angle et au portail de style classique ajouté au XVIIe siècle. 
À l'est, la silhouette de l'église est dominée par l'imposant chevet surélevé au XIVe siècle dans un but défensif et prenant l'allure d'une triple tour surmontée de créneaux et de meurtrières.
La tour de la croisée du transept et la nef sont également surmontées de créneaux. Les murs sont percés de nombreux trous de boulin (trous destinés à ancrer les échafaudages) ainsi que de meurtrières.
À l'ouest, la façade principale est ornée d'un élégant portail en pierre calcaire dont le style classique contraste fortement avec la maçonnerie rustique de l'édifice roman. Ce portail comporte deux hauts pilastres se détachant sur un fond de bossages plats et de lignes de refend, dont les chapiteaux ioniques portent un puissant entablement en forme d'arc surbaissé surmonté de deux pots à feu. 
Le portail est flanqué à droite des vestiges d'une arcade romane murée et est surmonté d'un puissant oculus traité en entonnoir, inscrit dans le pignon triangulaire qui constitue un vestige de l'église avant sa fortification et sa surélévation.

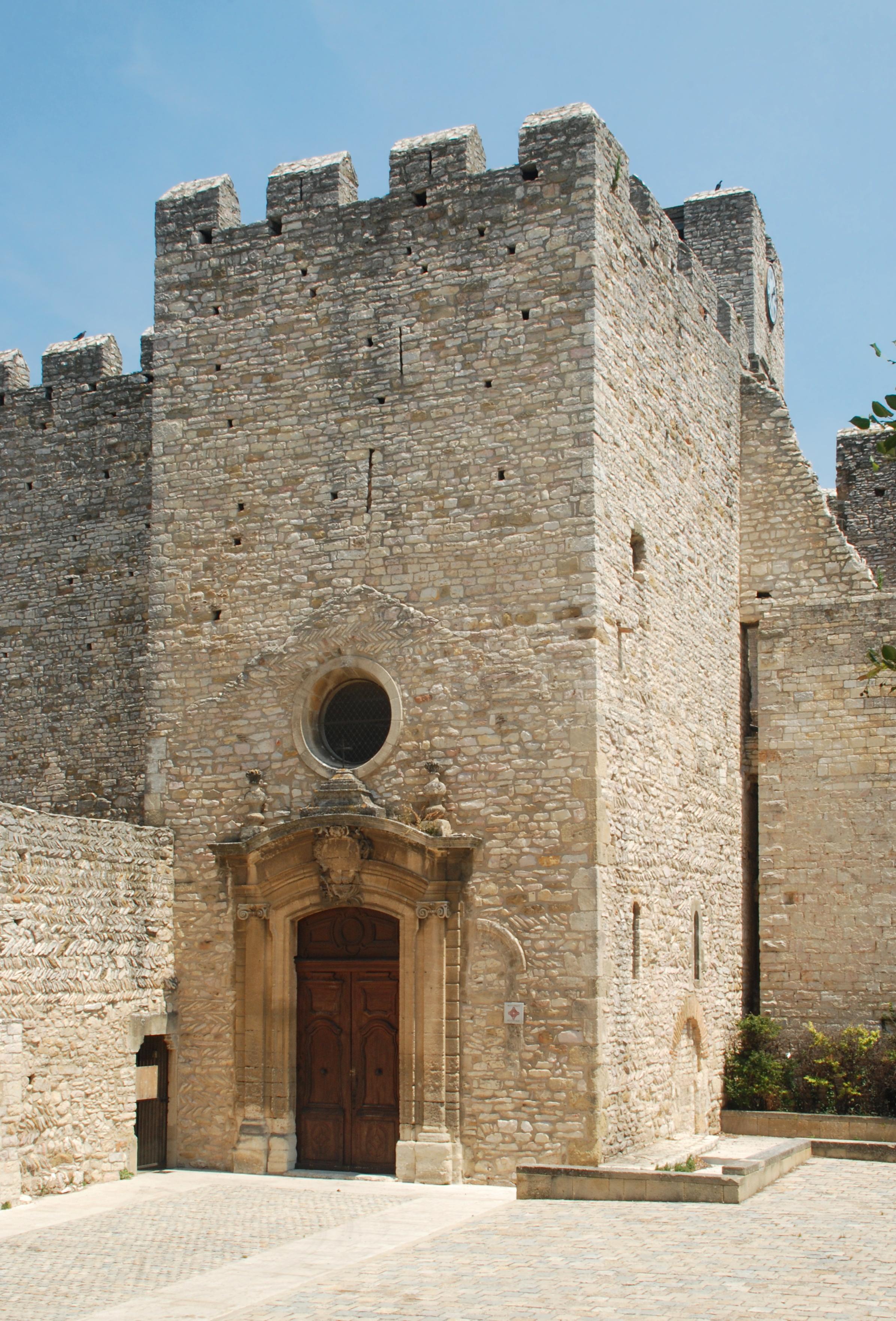
La façade et la tour appelée le Casai, à droite.
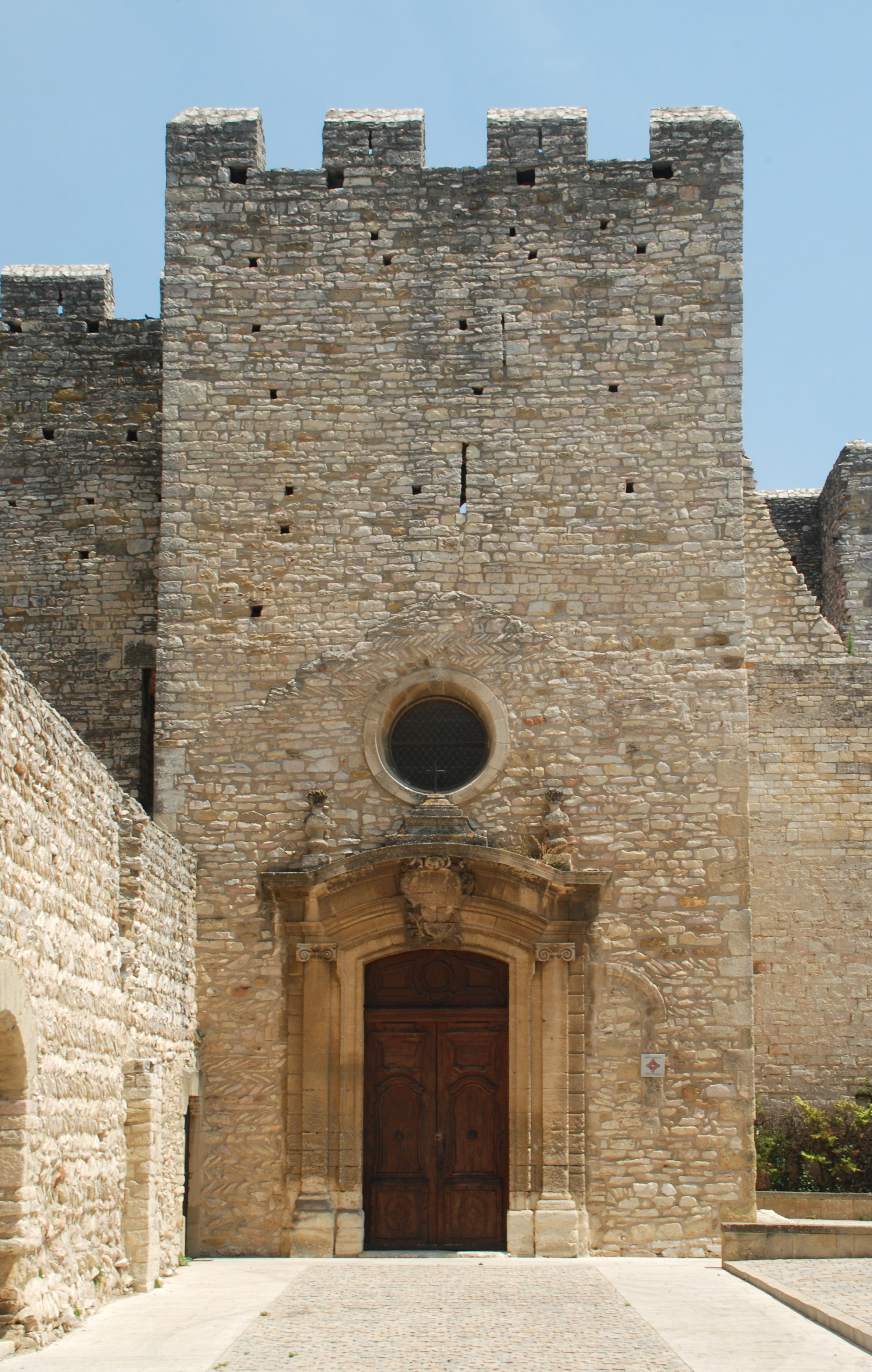
La façade occidentale.
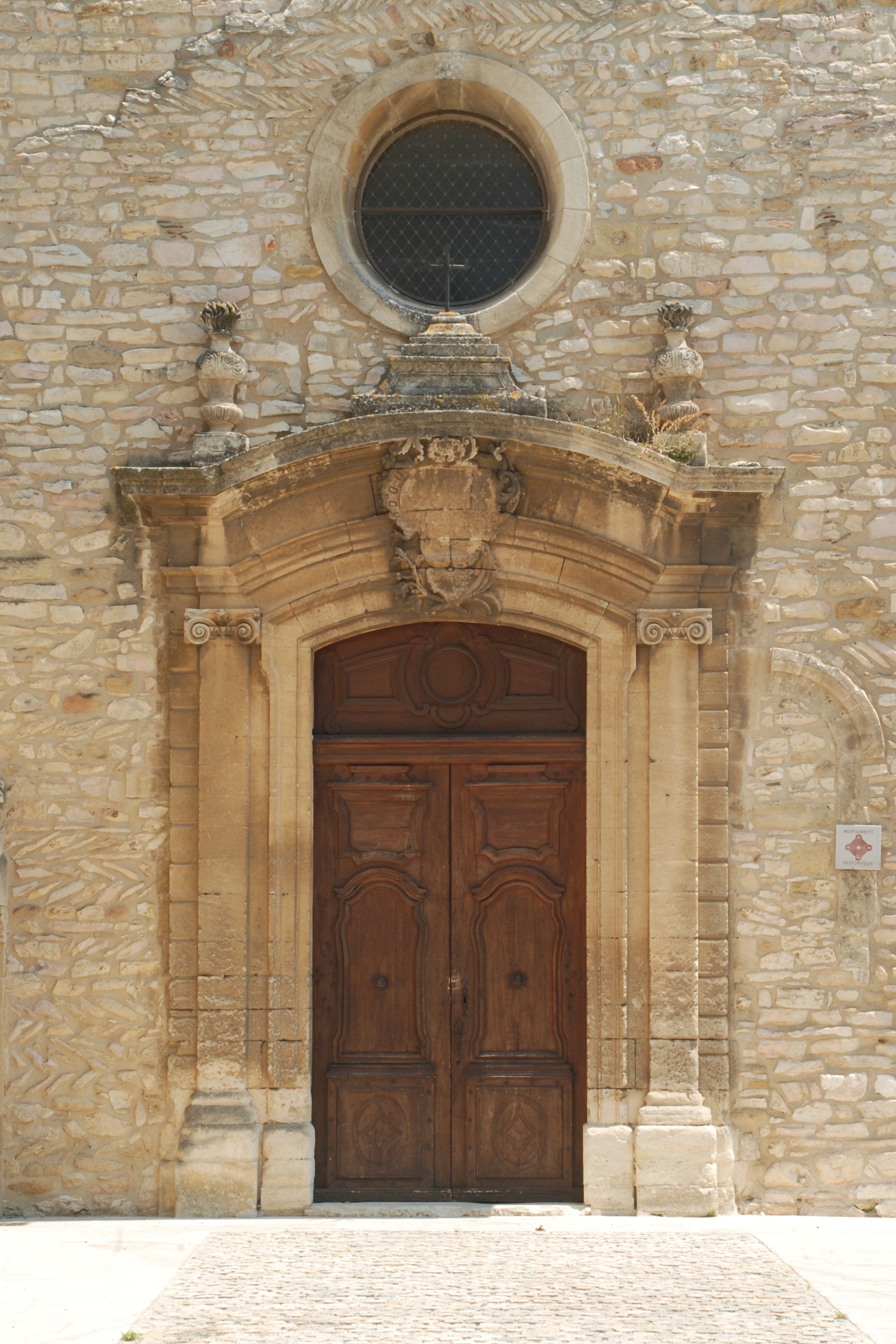
Le portail de style classique.
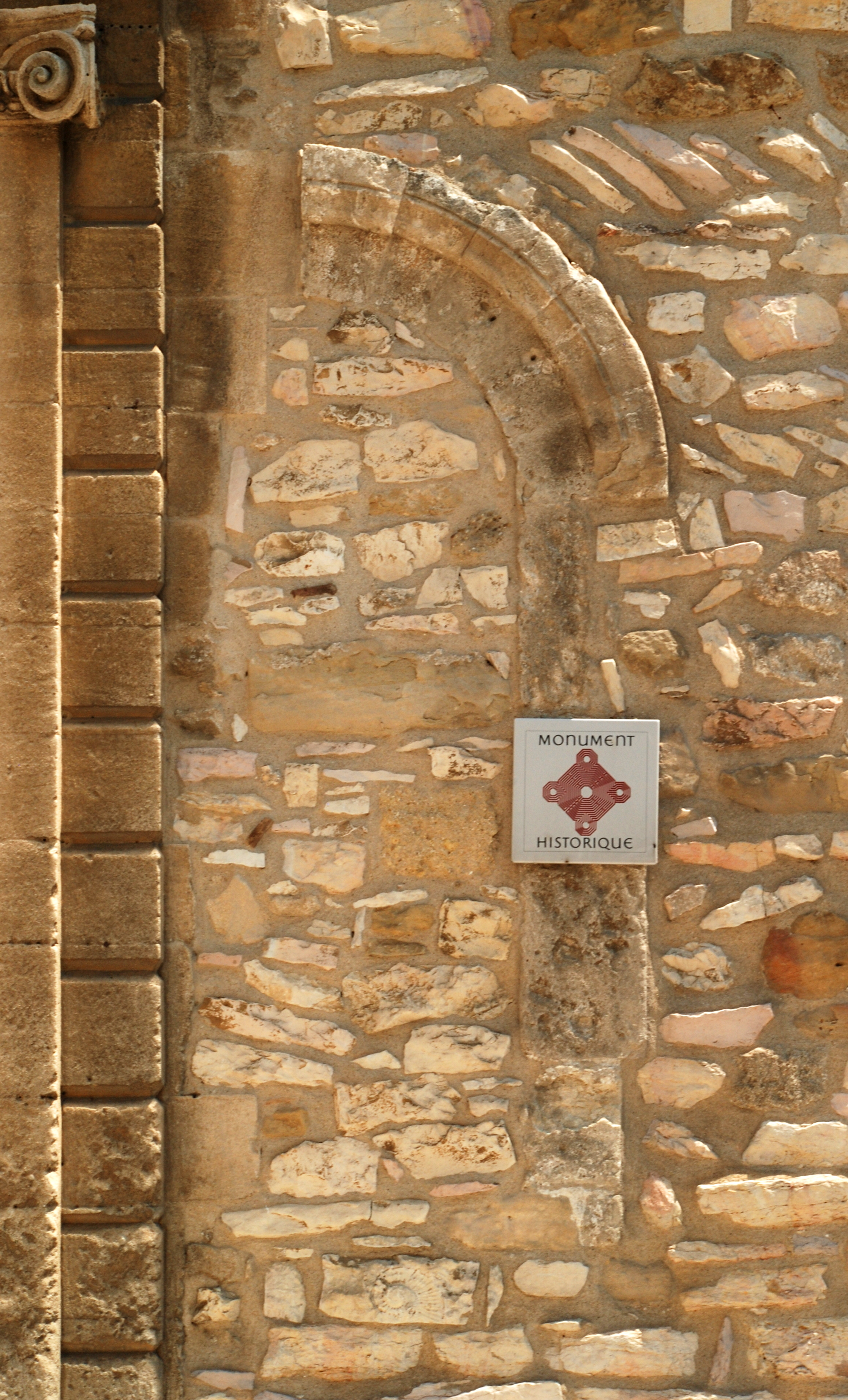
Vestiges d'arcade romane murée.

### Maçonnerie en arête-de-poisson
Tout comme le mur qui relie la façade occidentale à la Tour Jacques Deuze (donjon) située face à l'église, la maçonnerie de l'église présente de nombreuses traces d'appareil en arête-de-poisson, un appareil qui « se compose de pierres plates de dimension égale, posées en biais les unes sur les autres, et laissant entre elles un angle plus ou moins ouvert ».
On retrouve cet appareil sur la façade méridionale de la nef dans le pignon triangulaire juste au-dessus de l'oculus, à la verticale du portail classique, et à gauche du portail. Il est également présent sur toute la moitié inférieure de la façade occidentale de la nef, ainsi que sur le chevet fortifié, tant à sa base qu'au sommet de l'absidiole droite. On n'en trouve par contre pas sur la tour sud, dite le Casai.

Appareil en arête-de-poisson
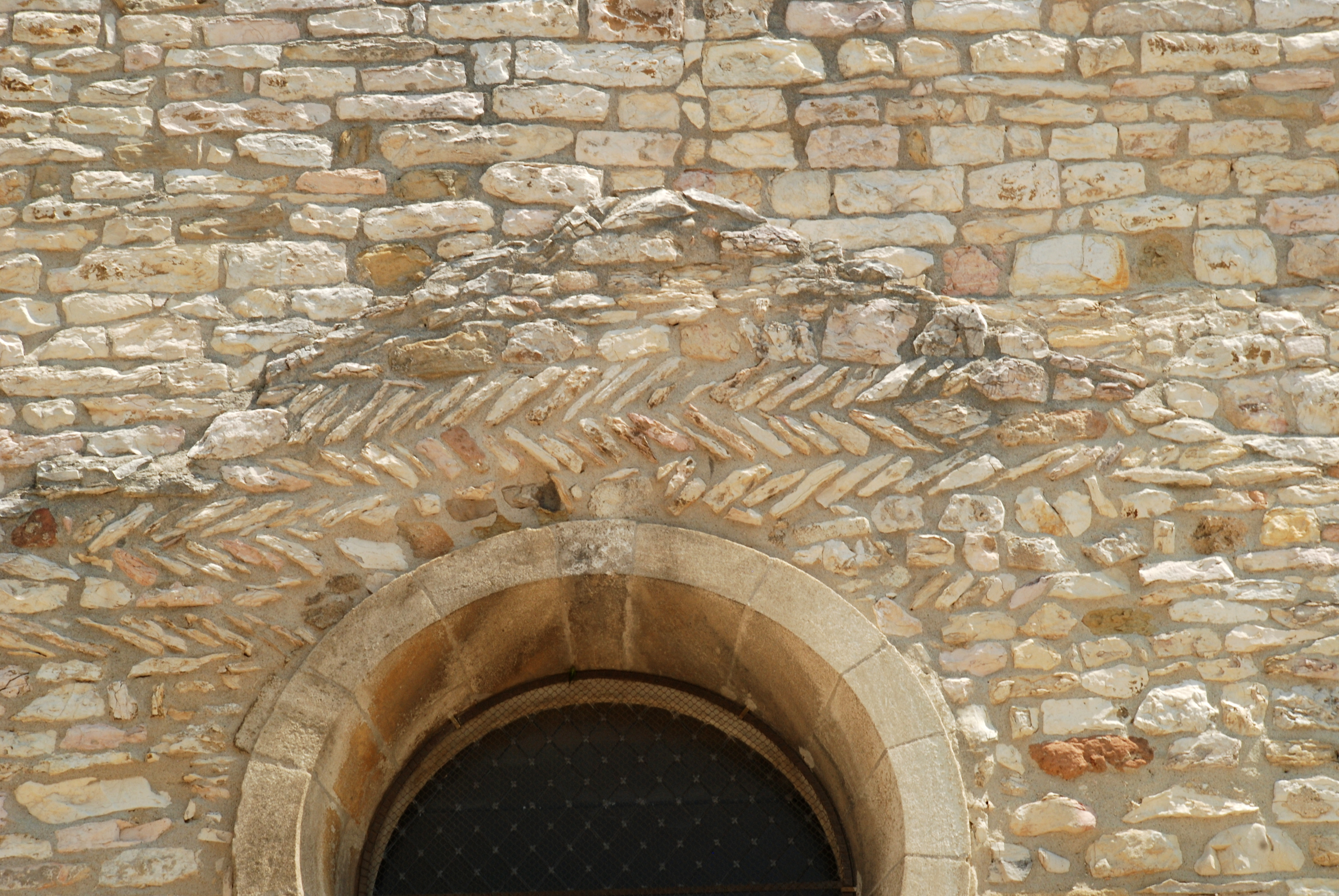
Ancien pignon triangulaire de la façade occidentale de la nef.
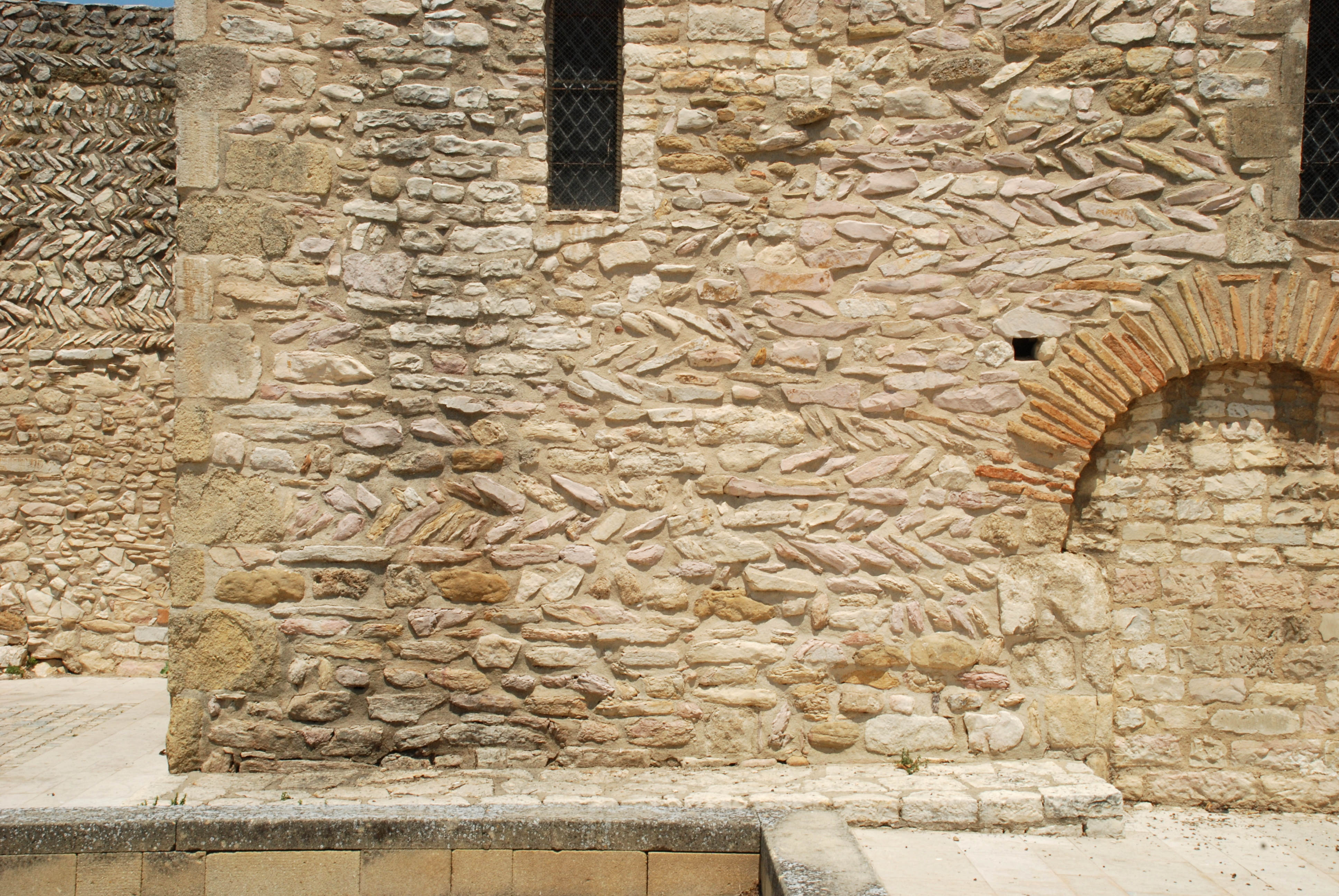
Façade sud de la nef.
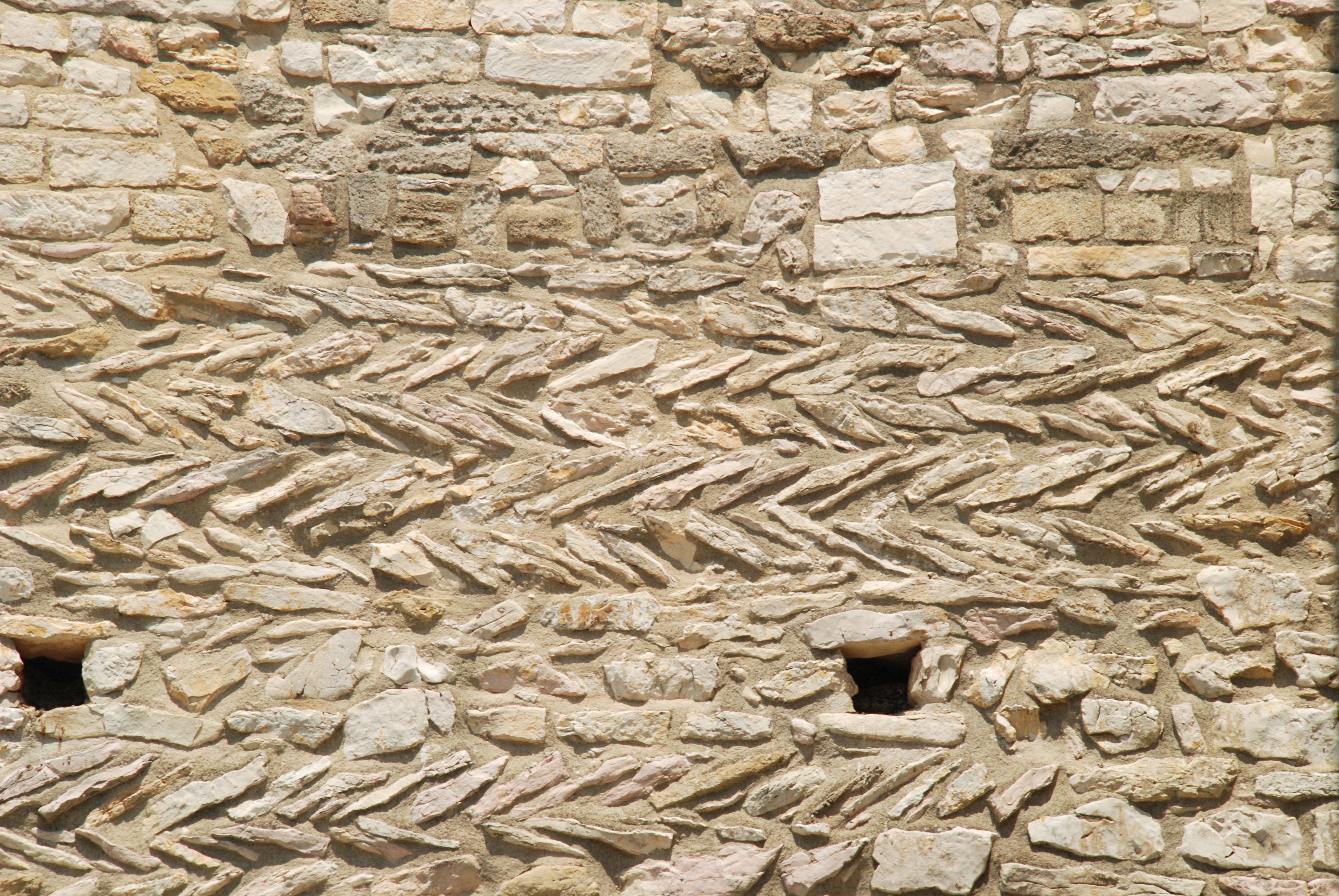
Façade sud de la nef.

## Architecture intérieure

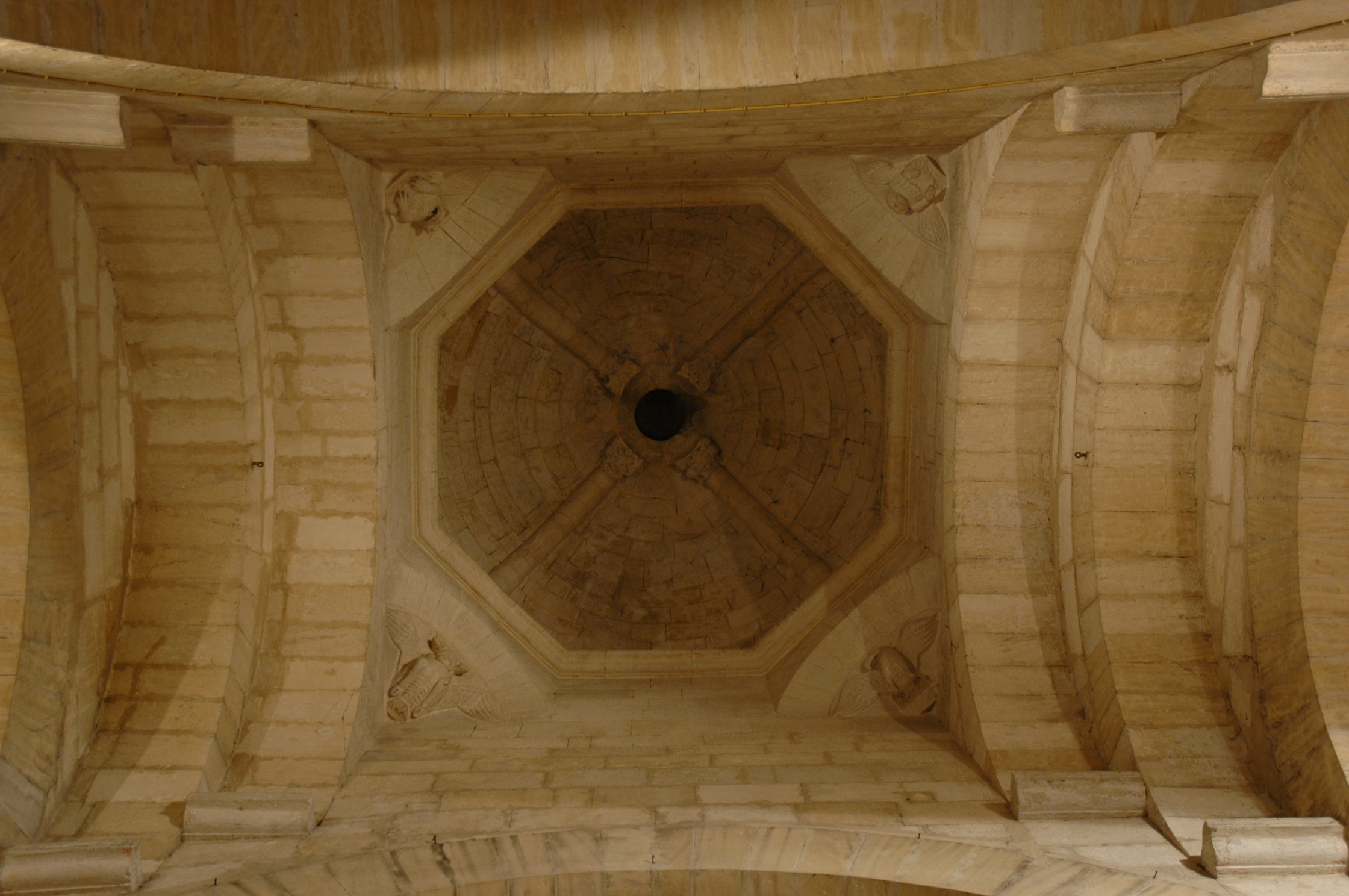
La coupole ornée des symboles des Évangélistes et de colonnes.

L'intérieur possède à la croisée du transept une coupole sur trompes : elle est ornée des symboles des Évangélistes sur les trompes et de colonnes sur la coupole elle-même.